# Schizotetranychus malkovskii
Schizotetranychus malkovskii är en spindeldjursart som beskrevs av Wainstein 1956. Schizotetranychus malkovskii ingår i släktet Schizotetranychus och familjen Tetranychidae. Inga underarter finns listade i Catalogue of Life.